# Koordinative Fähigkeiten (Motorik)
Als koordinative Fähigkeiten bezeichnet man im Bereich der Motorik eine Reihe von Dispositionen, die als Voraussetzung für das Gestalten einer koordinierten Bewegung gelten. Ihr mögliches, aber nicht zwingend aus ihnen entstehendes sichtbares Produkt ist die Bewegungskoordination. Koordinative Fähigkeiten sind lediglich Potenziale, noch keine Leistungen oder Fertigkeiten (vgl. koordinative Fähigkeiten (Allgemein)). Diese bedürfen noch der Aktivierung und Zusammenführung in einem konkreten Bewegungsablauf, um überhaupt wahrgenommen und beurteilt werden zu können. Die Qualität einer Bewegungskoordination ist sowohl von der Güte der einzelnen koordinativen Fähigkeiten als auch von deren gelingendem Zusammenspiel abhängig. Koordinative Fähigkeiten sind wiederum von den konditionellen Leistungsbereitschaften (Kraft, Schnelligkeit, Ausdauer) zu unterscheiden.

## Bestimmung
Die verschiedenen Komponenten der Bewegungskoordination werden faktorenanalytisch ermittelt und auf mathematisch-statistischem Wege isoliert. Dieses Verfahren ist geeignet, die relative Unabhängigkeit der einzelnen Faktoren zu erkennen. Sie ist umso größer, je niedriger die Komponenten untereinander korrelieren. Das beste Ergebnis ist der Verbleib der Interkorrelationen im Zufallsbereich. Die Isolierung der koordinativen Fähigkeiten hat Bedeutung für den motorischen Lernprozess, für die Erstellung spezieller Trainingsprogramme und für die Entwicklung von Testinstrumenten zur differenzierten Erfassung der Bewegungskoordination.

## Komponenten
Koordinative Fähigkeiten sind generalisierte oder spezialisierte Fähigkeiten, deren Niveau von der natürlichen Veranlagung und dem Trainingsstand des Einzelnen abhängt und sich bei verschiedenen Sportarten und körperlichen Anforderungen unterschiedlich darstellen kann. Art und Umfang der benötigten koordinativen Fähigkeiten ergeben sich aus der Struktur der jeweiligen Bewegung. Dabei erhöhen sich Anzahl der Komponenten und Schwierigkeit der Zusammenführung mit der Komplexität der Bewegung und ihrer Dynamik. Eine Aufsteh-/Hebebewegung lässt sich beispielsweise leichter koordinieren als ein dreifacher Rittberger beim Eiskunstlauf. Die Bewegungswissenschaft arbeitet heute u. a. mit dem folgenden Faktorenspektrum:
- Gleichgewichtssinn
- Balancierfähigkeit
- Raumorientierungsfähigkeit
- Bewegungskopplungsfähigkeit
- Bewegungsharmonisierungsfähigkeit
- Rhythmisierungsfähigkeit
- Ein- und Umstellungsfähigkeit
- Antizipationsfähigkeit
- Kombinationsfähigkeit
- Steuerungsfähigkeit
- Geschicklichkeit
- Wendigkeit
- Beweglichkeit

Wichtigstes Steuerungszentrum für das Zusammenspiel der koordinativen Komponenten ist das Kleinhirn, das in Kooperation mit den Basalganglien für die Programmierung von Bewegungen und die Koordinierung der willkürlichen Muskelarbeit zuständig ist.

## Deutungen
Zur Interpretation und Systematisierung der koordinativen Fähigkeiten bestehen unter den Bewegungswissenschaftlern noch divergierende Auffassungen:
Auf der einen Seite gehen Experimentalpsychologen wie Lienert, Ingenkamp, Warwitz davon aus, dass jeder Fertigkeit eine Reihe von Fähigkeiten zugrunde liegen, die man durch Faktorenanalysen methodisch bestimmen und durch Interkorrelationen mathematisch-statistisch hinreichend isolieren kann. Auf der anderen Seite geben Sportwissenschaftler wie Roth oder Göhner zu bedenken, dass die Auswahl der Faktoren durch die Untersucher immer subjektiv sei und sich eine eindeutige Trennung der verschiedenen Komponenten wegen der Überschneidungen nicht zufriedenstellend realisieren lasse. Sie bestreiten entsprechend eine Generalisierbarkeit und zeitliche Stabilität der Einzelfähigkeiten.
Unbestritten ist, dass
- koordinative Fähigkeiten als Eigenschaften zu verstehen sind, die eine sportliche Leistung in Form von Steuerungs- und Regelungsprozessen wesentlich mitbestimmen,
- die Identifizierung eines Fähigkeitsspektrums für die motorischen Lernprozesse (Verwandlung von Fähigkeiten in Fertigkeiten) wie für die Erstellung komplexer Testverfahren unerlässlich ist,
- Fertigkeiten nicht nur einer bestimmten Fähigkeit (1:1-Umsetzung), sondern einer Reihe verschiedener Fähigkeiten erwachsen, die umso zahlreicher sind, je komplexer sich die Fertigkeit darstellt,
- auch die einzelnen Fähigkeiten wiederum Komplexe bilden, die weiter aufgeschlüsselt werden können.

## Transfer
Die Bewegungswissenschaft geht davon aus, dass es eine von einzelnen Sportarten unabhängige Basis-Koordinationsfähigkeit gibt. Diese erwächst aus einer breiten Bewegungserfahrung und korreliert sehr hoch mit der allgemeinen motorischen Lernfähigkeit. Von dieser Erkenntnis leiten sich auch Sinn und Praxis exemplarischer Eingangstests für die Eignung zu einem Sportstudium ab.
Die unterschiedlichen Anforderungsprofile verschiedenartiger Sportarten (etwa der Individualsportart Gerätturnen und der Mannschaftssportart Fußball) verhindern einen automatischen Transfer von Könnensmerkmalen. Die Lernprozesse profitieren zwar von dem Niveau  der Basis-Koordinationsfähigkeit. Sie müssen jedoch sportartspezifisch jeweils neu aufgebaut werden. Hierbei lassen sich die Lernvorgänge bei verwandten Sportarten mit ähnlichen Bewegungsstrukturen (z. B. Gerätturnen, Trampolinspringen, Wasserspringen) verkürzen.